# مردن برای یک دلار
مردن برای یک دلار (به انگلیسی: Dead for a Dollar) یک فیلم وسترن آمریکایی محصول سال ۲۰۲۲ به نویسندگی و کارگردانی والتر هیل با بازی کریستوف والتز، ویلم دافو و ریچل بروزناهان است.

## داستان
مکس بورلاند قاتل اجیرشده، وارد مکزیک می‌شود تا ریچل کید، همسر یک تاجر ثروتمند را یافته و بازگرداند. پس از آنکه او متوجه می‌شود ریچل به دلیل آزار و اذیت همسرش از دست او فرار کرده، با یک دو راهی مواجه می‌شود؛ کاری که برایش استخدام شده را به انجام برساند یا کنار بایستد؛ درحالیکه مزدوران، تبهکاران و رقیب قدیمی‌اش به شهری که پناهگاه موقتی‌اش است، نزدیک می‌شوند.

## تولید

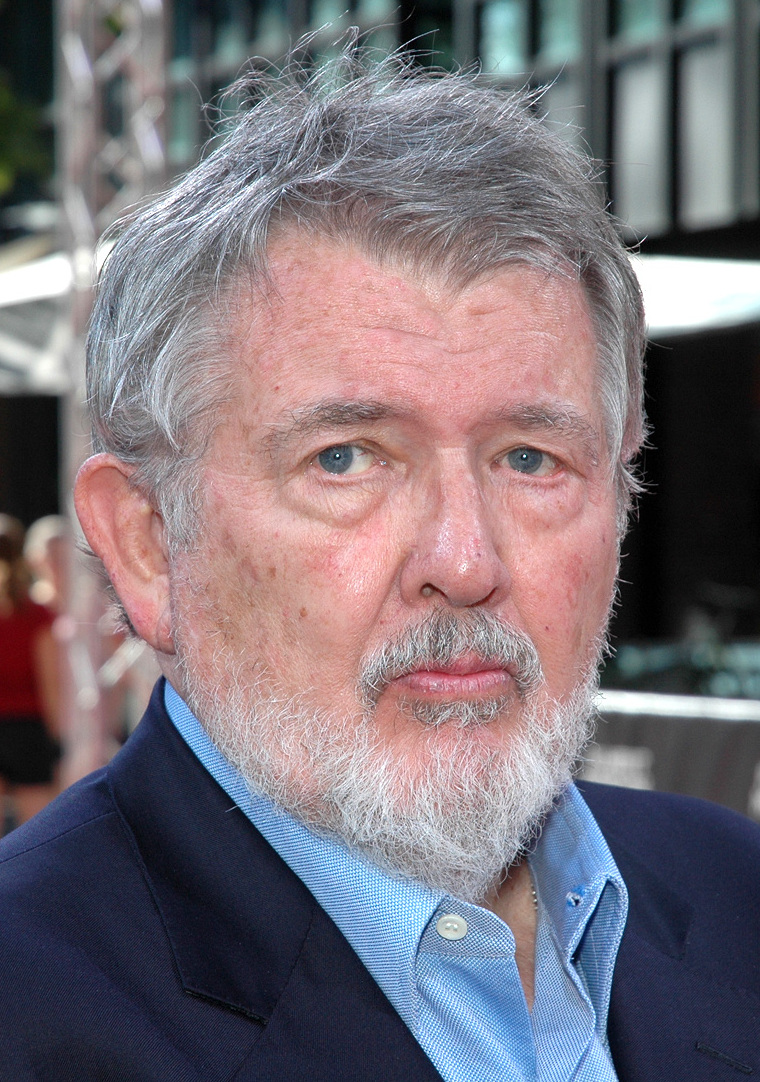
والتر خیلی در جشنواره فیلم و سینمای مونیخ در سال ۲۰۱۴

فیلمبرداری اصلی در سانتافه، نیومکزیکو از ۲۴ اوت تا ۲۱ سپتامبر ۲۰۲۱ انجام شد. تقریباً ۸۰ خدمه، ۲۰ بازیگر اصلی، و ۴۰ پس زمینه و افراد اضافی از نیومکزیکو برای فیلمبرداری به کار گرفته شدند.

## انتشار
این فیلم در ۳۰ سپتامبر ۲۰۲۲ در ایالات متحده و کانادا توسط Quiver Distribution و در سطح بین‌المللی توسط Myriad Pictures در سینماها اکران شد. این فیلم برای اولین بار در هفتاد و نهمین جشنواره بین‌المللی فیلم ونیز در ۶ سپتامبر ۲۰۲۲ به نمایش درآمد.

## بازخوردها
در وب‌سایت جمع‌آوری نقد راتن تومیتوز امتیاز ۴۹ درصدی از ۳۹ نقد منتقد، با میانگین امتیاز ۵٫۲ از ۱۰ مثبت هستند. اجماع این وب‌سایت می‌گوید: «مطمئناً وسترن‌های بدتری وجود دارند، اما با وجود والتر هیل پشت دوربین باید ارزش سرگرمی بالاتری داشته باشد.» این فیلم بر اساس رای ۱۵ منتقد، در متاکریتیک امتیاز ۶۳ از ۱۰۰ را به دست آورد که نشان‌دهنده «بررسی‌های عموماً مطلوب» است.